# Tentamen Pteridographiae
Tentamen Pteridographiae (abreviado Tent. Pterid.) es un libro ilustrado con descripciones botánicas que fue escrito por el  botánico, profesor de Bohemia, Karel Bořivoj Presl. Se publicó en el año 1836. Posteriormente se reimprimió con la misma paginación con el nombre de Abh. K. Boehm. Ges. Wiss ser. 4. 5: 1-290. 1837